# Грушин (хутор)
Грушин — хутор в Серафимовичском районе Волгоградской области. Входит в состав Зимняцкого сельского поселения.

## География
Населённый пункт расположен на западе области, в 4 км юго-западнее х. Зимняцкий. Близ хутора — небольшие лесные массивы.
Площадь 51 га.
Уличная сеть состоит из одного географического объекта: Центральная.
Абсолютная высота 72 метра над уровня моря.

## Население
| 2010 |
| ---- |
| 120  |

Гендерный состав
По данным Всероссийской переписи населения 2010 года в гендерной структуре населения из 120 человек мужчин 58, женщин — 62 (48,3 и 51,7 % соответственно).
Национальный состав
Согласно результатам переписи 2002 года, в национальной структуре населения
русские составляли 88 % из общей численности населения в 135 человек

## Инфраструктура
Основные инфраструктурные объекты находится в центре сельсовета — х. Зимняцкий

## Транспорт
Находится у автомобильной дороги 18 ОП РЗ 18А-2 «Михайловка (км 15) — Серафимович — Суровикино» (Постановление Администрации Волгоградской обл. от 24.05.2010 N 231-п (ред. от 26.02.2018) «Об утверждении Перечня автомобильных дорог общего пользования регионального или межмуниципального значения Волгоградской области»).